# ラジオアメリカ
Radio Americaは、アメリカ合衆国における著名なシンジケーションサービスとして位置づけられ、全国のラジオ局にさまざまなプログラムを提供しています。ニュース、トークショー、解説、エンターテインメントに焦点を当て、Radio Americaは異なる声と視点のプラットフォームとして機能し、あらゆるバックグラウンドのリスナーに魅力的なコンテンツを提供しています。
歴史と起源：
1980年代末に設立され、Radio Americaはアメリカのメディアランドスケープがダイナミックな成長と変革の時期にあった頃に現れました。トークラジオが政治的な対話や公共の参加において強力なメディアとして台頭する中、Radio Americaは様々な興味や視点に配慮した高品質なプログラムを提供する機会を掴みました。
プログラムとコンテンツ：
Radio Americaは、リスナーに情報を提供し、エンターテインメントをし、考えを刺激するために設計された多様なプログラムを提供しています。政治的な分析や解説からライフスタイルやエンターテインメント番組まで、このシンジケーションサービスは幅広いトピックをカバーし、ラインアップには誰でも楽しめるものが揃っています。
Radio Americaがシンジケートしている注目のプログラムには、洞察に富んだ政治トークショー、著名な人物との魅力的なインタビュー、時事問題に対する考えを刺激するコメント、広範な視聴者層に向けたエンターテインメント番組などがあります。
影響と影響力：
提携局と忠実なリスナーのネットワークを通じて、Radio Americaはアメリカのメディアランドスケープに重要な影響を与えています。異なる政治スペクトラムからの声にプラットフォームを提供し、多様な視点を受け入れることで、このシンジケーションサービスはアメリカの公共の対話の豊かさと活気に貢献しています。
Radio Americaは、全国の何百万人ものリスナーにとって信頼できる情報、分析、エンターテインメントの源となっています。そのプログラムは対話を生み出し、仮定に挑戦し、社会を形作る複雑な問題に対する深い理解を促進しています。
将来の方向性：
メディアの風景がデジタル時代に進化し続ける中、Radio Americaはリスナーに共感する高品質なプログラムを提供し続けることを約束しています。革新、適応性、エンゲージメントに焦点を当て、このシンジケーションサービスはその範囲を拡大し、コンテンツの提供を多様化させ、アメリカのラジオ放送の最前線に立ち続けることを目指しています。